# Pingyu
Der Kreis Pingyu (平舆县,  Píngyú Xiàn) ist ein Kreis in der chinesischen Provinz Henan. Er gehört zum Verwaltungsgebiet der bezirksfreien Stadt Zhumadian. Pingyu hat eine Fläche von  1.281 km² und zählt 714.100 Einwohner (Stand: Ende 2018). Sein Hauptort ist die Großgemeinde Guhuai (古槐镇).

## Administrative Gliederung
Auf Gemeindeebene setzt sich der Kreis aus sechs Großgemeinden und zwölf Gemeinden zusammen. 